# Brian Jozwiak
Brian Jozwiak (Baltimora, 20 giugno 1963) è un ex giocatore di football americano statunitense che ha militato nel ruolo di offensive lineman nella National Football League (NFL).

## Carriera
Al college Jozwiak giocò a football a West Virginia, venendo premiato come All-American. Fu scelto dai Kansas City Chiefs come settimo assoluto nel Draft NFL 1986. Dopo la sua prima stagione fu inserito nella formazione ideale dei rookie dalla Pro Football Writers of America. Giocò come professionista solo per tre anni, dopo di che un infortunio a un'anca lo costrinse al ritiro.

## Palmarès
- PFWA All-Rookie Team - 1986